# Хансен, Суне Берг
Суне Берг Хансен (дат. Sune Berg Hansen; род. 21 апреля 1971, Гентофте) — датский шахматист, гроссмейстер (1998).
Многократный чемпион Дании (2002, 2005, 2006, 2007, 2009, 2012 и 2015).
В составе национальной сборной участник 7 Олимпиад (1994, 2000—2006, 2010—2012) и 5 командных чемпионатов Европы (2005—2013).

## Изменения рейтинга
| Графики недоступны из-за технических проблем. См. информацию на Фабрикаторе и на mediawiki.org. |